# 伊沙克·本·阿里
伊沙克·本·阿里（阿拉伯语：‎；？—1147年），穆拉比特王朝末代埃米尔，1147年短暂在位。
伊沙克是年幼继位的易卜拉欣·本·塔什芬的叔叔，他在穆瓦希德王朝攻破马拉喀什时短暂即位，后被穆瓦希德军队杀害。